# Cornelis Joost van Rijsbergen

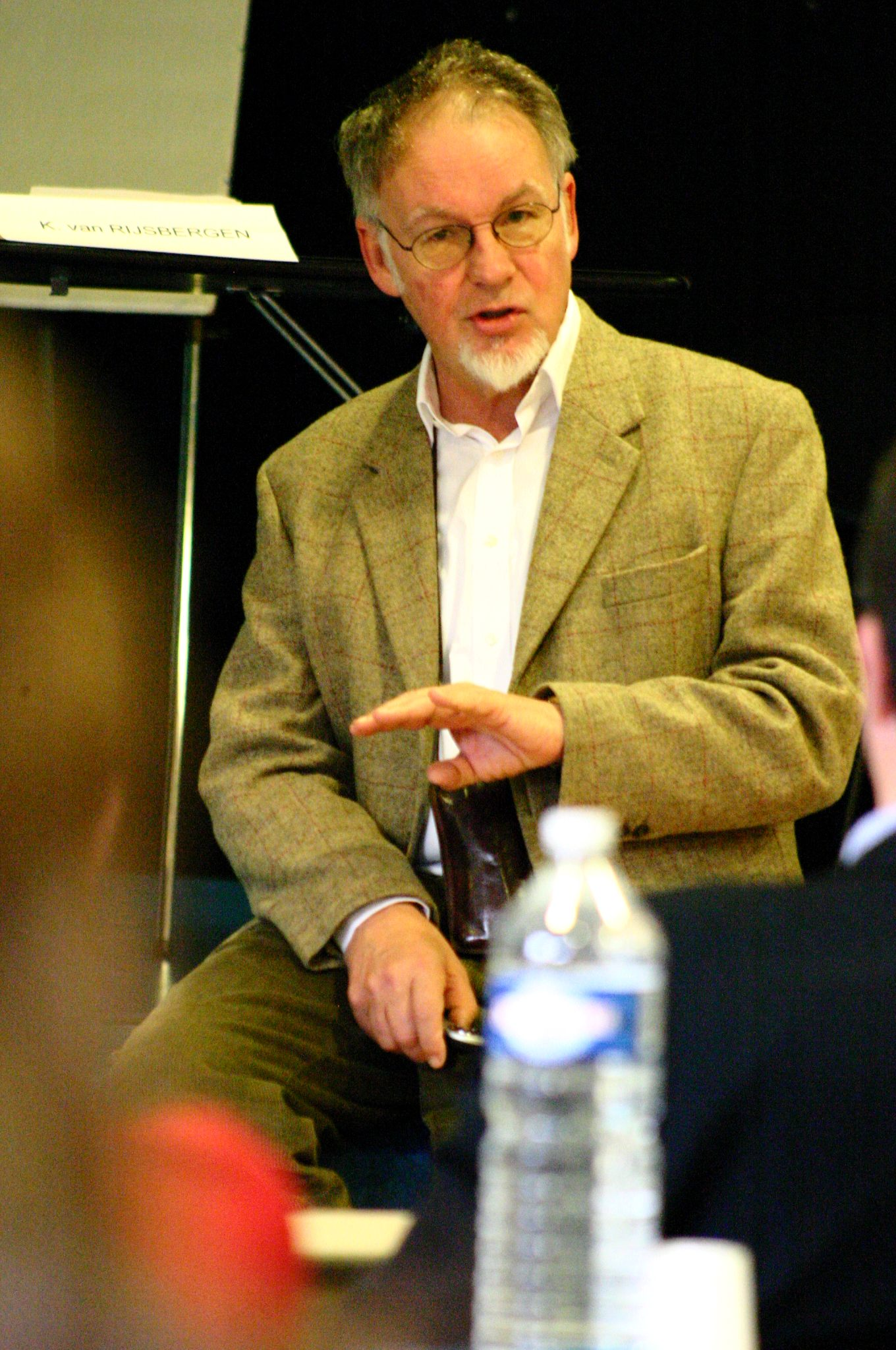
C. J. "Keith" van Rijsbergen

C. J. „Keith“ van Rijsbergen (Cornelis Joost van Rijsbergen) (* 1943 in den Niederlanden) ist ein Professor der Informatik. Er ist der Leiter der Information Retrieval Group an der Universität Glasgow. Er ist einer der Gründer des modernen Information Retrievals und Autor der Monographie Information Retrieval und des Buches The Geometry of Information Retrieval.
Seit 2007 ist er Chairman des Scientific Board des Information Retrieval Facility.